# Verdrängermaschine
Eine Verdrängermaschine ist eine Fluidenergiemaschine, bei der das Fluid in einzelnen Volumina gleicher Größe die Maschine durchläuft. Sie unterscheidet sich insofern von der Strömungsmaschine, die kontinuierlich von einem Fluid durchströmt wird.
Die beiden Haupt-Untergruppen der Verdrängermaschine sind
- die Kolbenmaschinen und
- die Schraubenmaschinen (Schraubenpumpe, Schraubenmotor), diese werden gelegentlich auch als Unterart der Rotationskolbenmaschinen (Rotationskolbenpumpe, Rotationskolbenmotor) geführt.